# Садыкащи
Садыкащи (каз. Садықащы) — село в Щербактинском районе Павлодарской области Казахстана. Входит в состав Шалдайского сельского округа. Код КАТО — 556867300.

## Население
В 1999 году население села составляло 288 человек (134 мужчины и 154 женщины). По данным переписи 2009 года, в селе проживало 213 человек (101 мужчина и 112 женщин).